# Nocna randka
Nocna randka (ang.: Date Night) – amerykańska komedia kryminalna z 2010 roku w reżyserii Shawna Levy’ego.

## Fabuła
Phil (Steve Carell) i Claire (Tina Fey) są małżeństwem z dwojgiem dzieci, Ollie i Charlotte. Pewnego razu postanawiają urozmaicić swoje życie i wybierają się we dwójkę do ekskluzywnej restauracji na Manhattanie. Okazuje się jednak, że wszystkie miejsca są zarezerwowane. Czekając na wolny stolik, zauważają, że para o nazwisku Tripplehorn nie przyszła i zajmują ich miejsca. Wzięci za nich, zostają wmieszani w aferę kryminalną. 

## Obsada
- Steve Carell jako Phil Foster
- Tina Fey jako Claire Foster
- Mark Wahlberg jako Holbrooke
- Taraji P. Henson jako funkcjonariuszka Arroyo
- Common jako Collins
- William Fichtner jako prokurator okręgowy Frank Crenshaw
- Leighton Meester jako Katy
- Mark Ruffalo jako Brad Sullivan
- Ray Liotta jako Joe Miletto
- Kristen Wiig jako Haley Sullivan
- Jimmi Simpson jako Armstrong
- Jonathan Morgan Heit jako Oliver Foster
- Savannah Argenti jako Charlotte Foster